# Кіборги (захисники Донецького аеропорту)

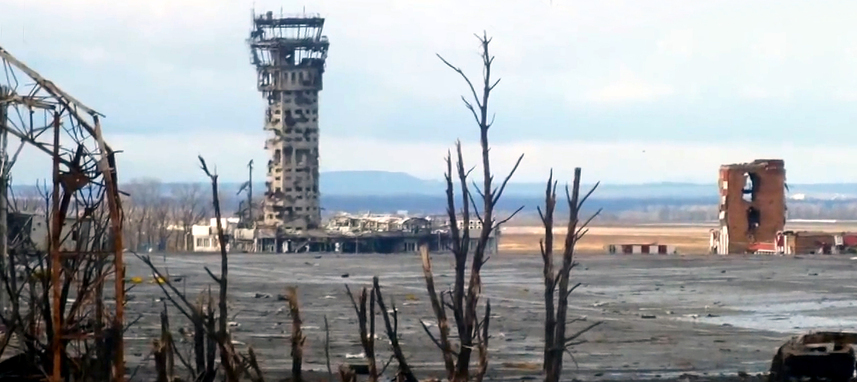
Руїни аеропорту, 24 грудня 2014

«Кі́боргами» називають українських військових — учасників оборони Донецького аеропорту імені Сергія Прокоф'єва під час війни на сході України (26 травня 2014 — 22 січня 2015), в тому числі боїв навколо ДАПу та учасників проривів для надання допомоги захисникам. Усі вони були добровольцями.

## Походження наймення «Кіборги»
Поняття з наукової фантастики (скорочення від кібернетичний організм), означає біологічний організм, що містить механічні або електронні компоненти, котрі замінюють його органи, або доповнюють їх. У численних прикладах з масової культури та нон-фікшн кіборги описуються як люди зі штучно збільшеними фізичними чи розумовими здібностями: вони мають, як правило, надвелику силу, посилене чуття, комп'ютерний мозок або вбудовану зброю.
Слово кіборги у значенні «захисники Донецького аеропорту» вперше вжив у вересні 2014 року невідомий проросійський бойовик. Тоді він намагався пояснити, чому передові загони російсько-терористичних військ у всеозброєнні не можуть взяти Донецький аеропорт, який захищає кілька десятків українських військових зі стрілецькою зброєю.
Таке значення увійшло до словників. Зокрема, словник сучасної української мови та сленгу «Мислово» визнав «кіборгів» словом 2014 року. Президент України Петро Порошенко того ж року записав із ними новорічне звернення. У ЗМІ виникли й інші неологізми: кіборгпорт, кіборгиада.
Прикметно, що героїв Крут тепер іноді називають «першими кіборгами». Ретроспективно це прізвисько перейшло і на захисників Луганського аеропорту (8 квітня — 1 вересня 2014).

## Кількість захисників ДАПу

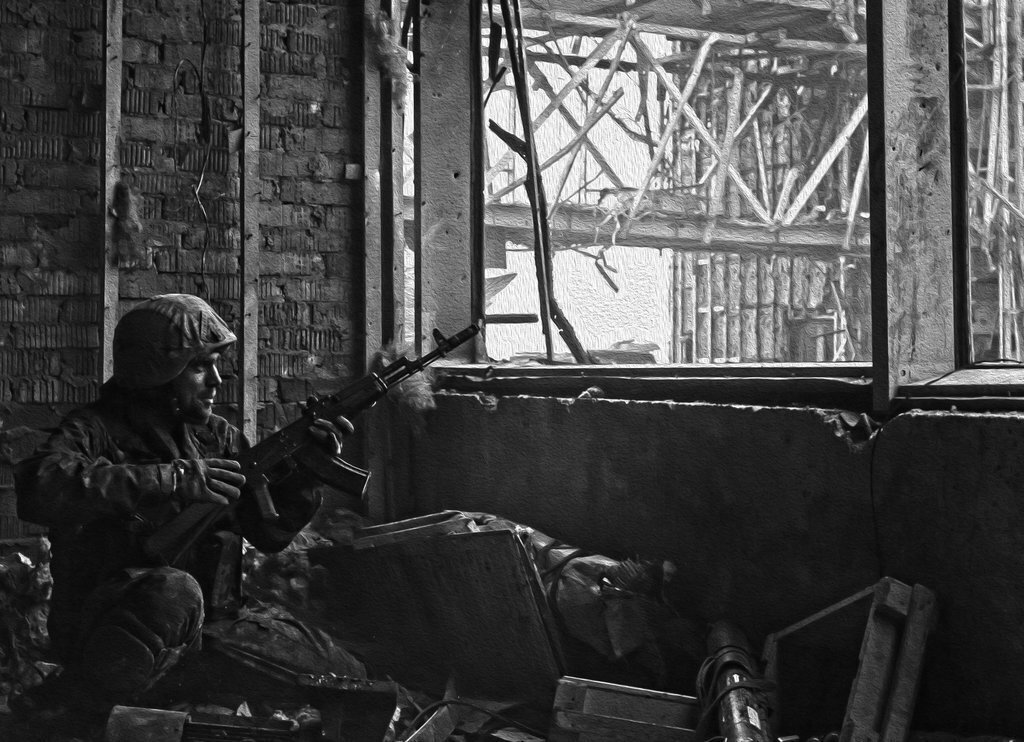

У різний час в аеропорту та прилеглому селищі Піски воювали спецпризначенці 3-го окремого полку, бійці 72, 79, 80, 81, 95 окремих аеромобільних, 25 окремої повітрянодесантної бригади та 93 окремої механізованої бригад, 57 окремої мотопіхотної бригади, 90 окремого аеромобільного та 74 окремого розвідувального батальйонів, бійці полку «Дніпро-1», вояки Добровольчого українського корпусу (ДУК) та інших формувань.
Загальне число військових, що були залучені до операцій в аеропорту, встановити важко, проте точно відома кількість загиблих: 100 воїнів, у тому числі 4 зниклих безвісти (із них один, імовірно, зрадник). Крім загиблих, є дані про 290—305 поранених під час боїв.

## Бойовий шлях кіборгів

### 2014
У березні 2014 року, під час трагічних подій на Кримському півострові, до охорони донецького аеропорту було залучено військовослужбовців Збройних Сил України: зі складу 3-го окремого полку спеціального призначення та 95-ї окремої аеромобільної бригади. Перша спроба захоплення ДАПу прихильниками т. зв. ДНР (невдала) сталась 17 квітня 2014 року.
6 травня усі польоти через донецький аеропорт були припинені.
Друга спроба супротивника взяття під свій контроль ДАП відбулась 26 травня. На територію нового терміналу зайшли підрозділи російських терористів та сепаратистів (український спецназ та десантники знаходились у старому терміналі). Внаслідок добре скоординованих дій Повітряних сил Збройних Сил України та сухопутних частин супротивника було витіснено з нового терміналу.
З того часу у новому терміналі ДАПу, а також старому терміналі, на диспетчерській та метеовежах, у пожежній частині, знаходились підрозділи Збройних Сил України (з вересня 2014-го до них також долучились добровольці з «Правого сектора»).
З кінця травня і до середини серпня 2014 року на території донецького аеропорту крім групи спецназівців знаходилось військовослужбовці 72-ї окремої механізованої бригади (вся військова залога аеропорту нараховувала 138 осіб).
Перші безповоротні втрати у ДАПі з української сторони стались 10 липня 2014 р. Супротивник обстріляв з мінометів позицію зенітників з 72-ї бригади: один із солдатів загинув. Але майже до кінця вересня обстріли та бойові сутички на території ДАПу мали короткочасний та епізодичний характер.
З початку серпня 2014 року контроль над районом, прилеглим до донецького аеропорту, був покладений на 2-у батальйонно-тактичну групу 93-ї окремої механізованої бригади, підрозділи 3-го окремого полку спеціального призначення та 74-го окремого розвідувального батальйону. Штаб батальйонно-тактичної групи знаходився у с. Новокалинове, опорний пункт 4-ї роти — у с. Піски, ще один «опорник» був у с. Тоненьке, а 5-а рота безпосередньо дислокувалась у донецькому аеропорту.
28 вересня сталися два бої, в яких загинуло 9 та було поранено 14 військовослужбовців. Крім того, від вогню супротивника було втрачено 2 БТР-80. Один із загиблих, капітан 93-ї ОМБр Сергій Колодій, був нагороджений званням Героя України (посмертно). Проти української сторони діяло два танки Т-72, один із них був знищений екіпажем капітана Євгена Межевікіна (був удостоєний звання Героя України).
Всього 28 вересня до ДАПу змогли прибути 53 військовослужбовця: 41 десантник 79-ї окремої аеромобільної бригади, 7 бійців 93-ї окремої механізованої бригади та 3 сапери з 91-го окремого інженерного полку. Після цього, згідно з документами, сили захисників донецького аеропорту становили: 85 військовослужбовців (із них 7 офіцерів), 7 одиниць бронетехніки та 2 одиниці автотранспорту (крім того, кілька добровольців із ДУК ПС).
Починаючи з 29 вересня територія, де знаходились захисники аеропорту, по кілька разів обстрілювалась артилерією та мінометами.
3-6 жовтня 2014 року супротивник здійснив кілька спроб штурму. У цих боях з української сторони загинуло 11 бійців, чимало поранених.
3 жовтня відбувся бій за старий термінал. Наступного дня супротивник підбив танк зі складу 1-ї окремої танкової бригади, загинув весь екіпаж. У жовтні — листопаді відбувалися мінометні обстріли, бойові сутички, також було відбито штурм на диспетчерську вежу, працювали снайпери.
29 та 30 листопада відбувся штурм старого терміналу аеропорту. Оборону тримали бійці 93-ї ОМБр та 79-ї ОАМБр. Внаслідок боїв 2 військовослужбовців загинуло, 6 було поранено. Українська сторона залишила приміщення старого терміналу та зосередилась на території нового.

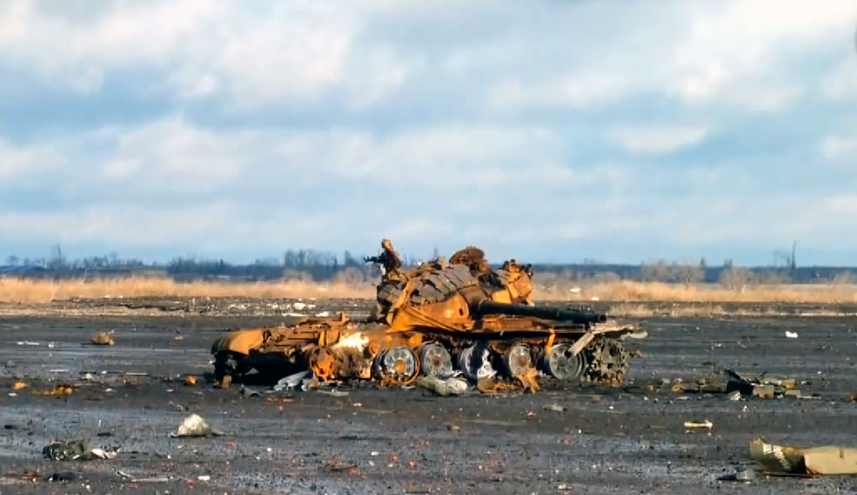
Спалений танк, 24 грудня 2014

У зв'язку з тим, що залога аеропорту постійно складалася з представників різних частин та загонів, було прийнято рішення з часом передати цей об'єкт під контроль одного військового формування. Ним мала стати 81-а окрема аеромобільна бригада, яка почала формуватись у складі Збройних Сил України у серпні 2014 року. Постійним місцем дислокації бригади були визначені населені пункти Костянтинівка та Дружківка Донецької області. Саме військовослужбовці цієї бригади взяли участь у фінальних — найтрагічніших боях за летовище у січні наступного року.
Станом на 26 листопада 81-а ОАМБр була включена до складу бойових сил у зоні Антитерористичної операції. 1 грудня частина 1-ї ротно-тактичної групи 90-го батальйону 81-ї була переведена як залога з с. Піски до аеропорту.
Внаслідок чергових мирних перемовин було досягнуто угоди про повне припинення вогню у зоні проведення АТО починаючи з 10.00 9 грудня 2014 року. Згідно з цими домовленостями, відтепер залога ДАПу мала здійснювати ротацію через «зелений коридор» — блокпост сепаратистів та російських терористів. Українські солдати мали право провозити лише вогнепальну зброю та обмежену кількість набоїв. Сепаратисти та терористи отримали право обшукувати на блокпосту військовослужбовців Збройних Сил України.

### 2015
«Зелений коридор», який українські солдати називали «коридором ганьби», проіснував трохи більше місяця. У січні 2015 бойові дії поновилися.
Остання «мирна» ротація була у ніч з 12 на 13 січня. Наступна відбулася з боєм — вже без «коридору ганьби», у ніч з 13 на 14 січня 2015 року. Цього дня прибули бійці з 7-ї та 9-ї рот 80-ї окремої аеромобільної бригади. Вони змінили солдатів 93-ї окремої механізованої бригади.

Схема поля бою

13 січня обвалилася диспетчерська вежа.
15 січня противник захопив верхні поверхи нового терміналу. Наступного дня відбувся бій на території терміналу та газова атака. 17 січня — бій за пожежну частину аеропорту. Останні організовані евакуації поранених вдалося провести в ніч з 17 на 18 та з 18 на 19 січня.
19 січня терористи вперше підірвали термінал, скинувши туди мішки з вибухівкою. Вибух був настільки потужним, що стіни склалися, зірвало дах і перекриття. Споруда проглядалася наскрізь.
День 20 січня почався з невдалої спроби прориву до нового терміналу групи командира 90-го батальйону Олега Кузьміних. До місця призначення доїхала лише одна МТ-ЛБ, де більшість її особового складу героїчно загинула.
О 14:56 пролунав другий вибух у новому терміналі. Близько трьох тонн тротилу — три поверхи терміналу перестали існувати. Всередині вижили менше половини захисників з 55, що там залишалися. Останні 16 чоловік 21 січня здалися в полон. Важкопоранених відправили в лікарню, решту катували.
22 січня 17-х полонених примусили йти вулицями Донецька у т. зв. «параді». Українська генпрокуратура кваліфікує цей вчинок як порушення Женевської конвенції про поводження з військовополоненими 1949 року.
Протягом наступних днів декілька десятків бойовиків в околицях летовища були знищені силами української розвідки. 27 січня ЗСУ відвоювали частину аеропорту, щоб забрати тіла сімох загиблих воїнів.
Останніх п'ятьох «кіборгів» віддали українській стороні 22 лютого 2015 в рамках обміну 139 на 52.
У березні 2015 на території нового терміналу українські полонені під конвоєм озброєних сепаратистів розчищали завали та діставали з-під них тіла загиблих побратимів. Рештки були доставлені до моргу Донецька, а пізніше передані до м. Дніпра.

## Нагороди

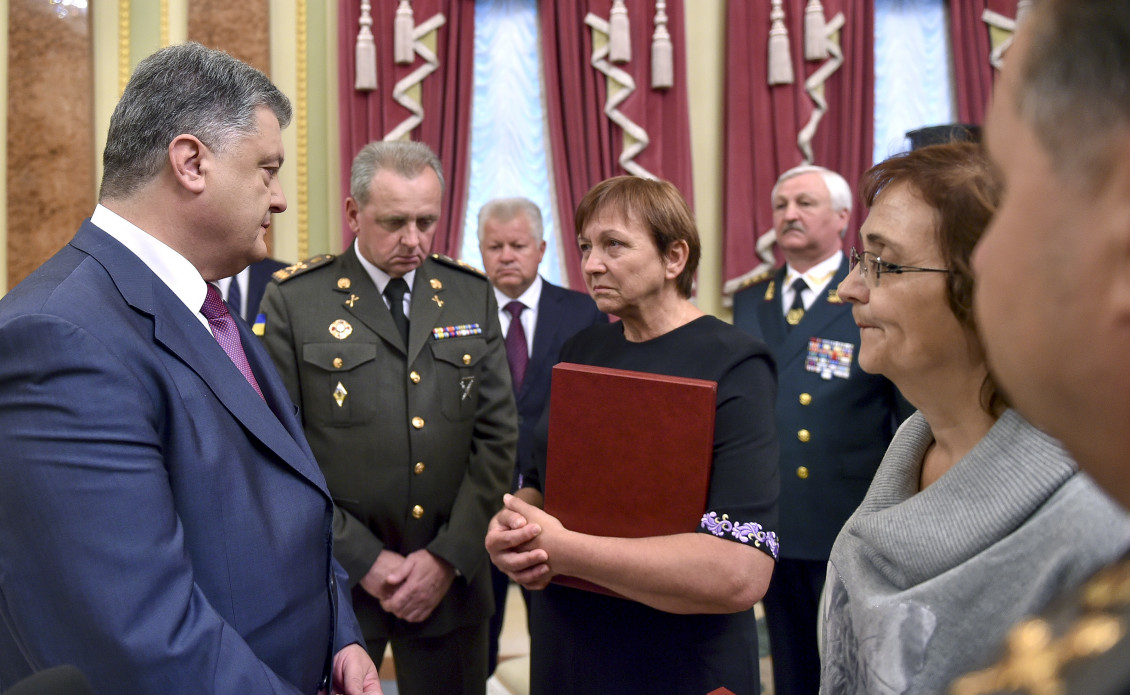
Президент П. Порошенко вручає ордени «Золота Зірка» Героя України матерям Ігоря Брановицького та Сергія Колодія. 5 вересня 2016

За оборону аеропорту дістали звання Героя України:
- солдат Брановицький Ігор Євгенович (23 серпня 2016, посмертно)
- молодший сержант Зінич Ігор Вікторович (14 жовтня 2015, посмертно)
- старший лейтенант Зубков Іван Іванович (10 червня 2015, посмертно)
- капітан Колодій Сергій Володимирович (23 серпня 2016, посмертно)
- капітан Лавренко Олександр Миколайович (9 вересня 2016, посмертно)
- майор Межевікін Євген Миколайович (14 жовтня 2015)
- доброволець Табала Сергій Олександрович (21 листопада 2016, посмертно)

27 січня 2015 року Президент Порошенко нагородив танкістів, які 22 січня забезпечували вихід українських підрозділів з оточення в аеропорту. Зокрема, лейтенанта Євгена Гончара нагородили орденом Богдана Хмельницького III ступеня, сержанта Костянтина Балтаргу, солдата Володимира Суханіна та навідника солдата Дмитра Триногу орденом «За мужність» III ступеня.
19 жовтня 2014 Голова Верховної Ради України Олександр Турчинов нагородив дев'ятьох українських воїнів, які захищали Донецький аеропорт, іменними пістолетами «Форт».
Недержавна нагорода, нагрудний знак «За оборону Донецького аеропорту», вручається ГО «Побратими України» з 2015 року.

## Значення подвигу

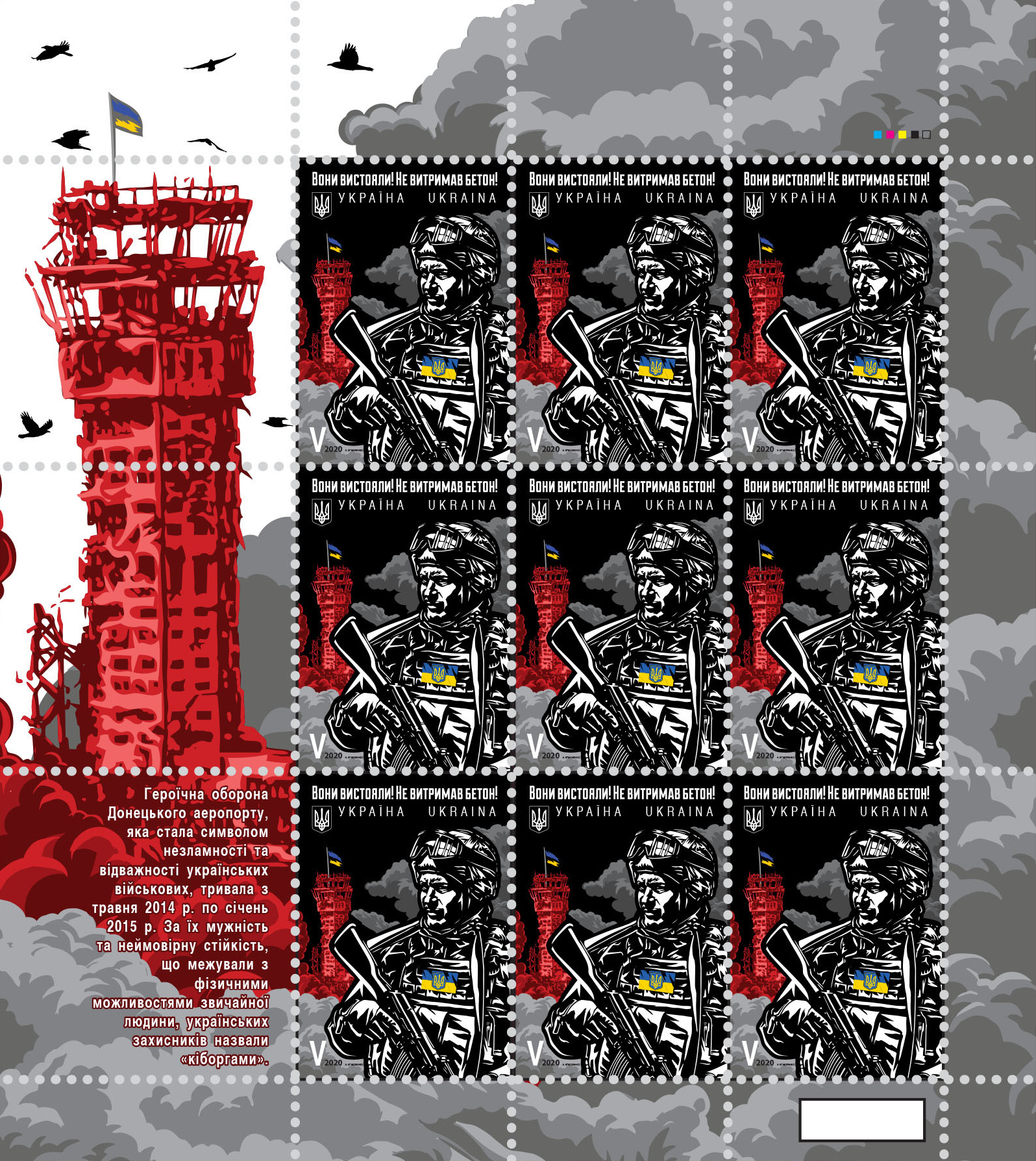
Блок поштових марок

Оборона Донецького аеропорту протривала 242 дні — всього на тиждень менше, ніж героїчна оборона Севастополя (2 листопада 1941 — 3 липня 1942), і набагато більше, ніж оборона Берестя (22 червня — 20 липня 1941) під час Німецько-радянської війни.
Аеропорт мав особливе значення для забезпечення логістики ЗС України. Після того як у травні противник зберіг за собою контроль за приблизно 150 кілометрами держкордону, утримання аеропортів вже не мало стримуючого чинника для російської агресії. Однак, ця територія могла стати плацдармом для наступу українських військ на Донецьк.
За результатами Мінських домовленостей протиборчі сторони повинні були створити розмежувальну 30-кілометрову зону між російськими загонами та українськими військами. Польові командири бойовиків у зв'язку з цим вирішили здобути демонстративну політичну перемогу. Вони кинули свої загони в лобову атаку, щоб до моменту створення 30-кілометрової зони і виведення українських військ заявити, що українці не пішли самі, а аеропорт узятий штурмом.
Незважаючи на відступ останніх захисників безпосередньо з території Донецького аеропорту, позиції українських сил проходять у безпосередній близькості до нього, а тому бойові дії різної інтенсивності тривали там ще довго.
За оцінками генерал-майора Олега Мікаца, утримання українськими силами летовища сковувало сили противника. Найбільші бої за Дебальцеве почалися після того, як упав ДАП, і якби українських військових там не було, ЗСУ могли втратити не лише Дебальцеве.
Втрати бойовиків за весь час кампанії склали не менше 800 осіб убитими та 1500—2000 пораненими.

## Вшанування

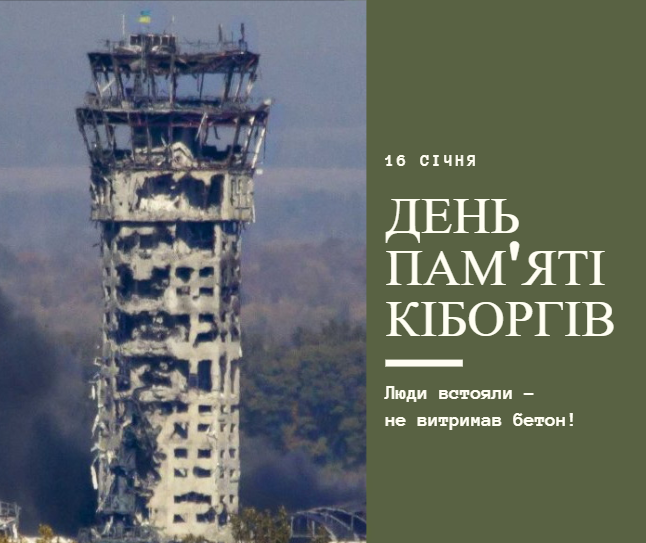

Спочатку пам'ять захисників Донецького аеропорту в Україні вшановувалася 16 січня. Це був напівофіційний день пам'яті, встановлений з ініціативи самих учасників бойових дій у ДАПі. Цього дня відбувалися поминальні та вшанувальні заходи, у тому числі за участі вищих осіб держави. Однак, доступних пояснень того, чому обрана саме така дата, не було.
Днем пам'яті також називали 20 січня. Лише у 2022 році спільним Наказом Міністра оборони України та Головнокомандувача Збройних Сил України встановлено в системі Міністерства оборони України День вшанування захисників Донецького аеропорту, який відзначається щороку 20 січня.
Укрпошта випустила поштову марку на честь «кіборгів» (22.01.2020, кат. № 1806, номінал V).
|                                                   |  |  |
| Пам'ятна монета «Захисникам Донецького аеропорту» |  |  |

Пам'ятна монета НБУ номіналом 10 гривень із серії «Збройні Сили України». Монету введено в обіг 30 січня 2018.
На честь Ігоря Брановицького у Києві створили молодіжний простір «Натрій» та назвали вулицю.

## В культурі та мистецтві
- Повнометражний документальний фільм «Добровольці Божої Чоти» Леоніда Кантера та Івана Яснія (2015)
- повнометражний художній фільм «Кіборги» Ахтема Сеїтаблаєва (2017)
- поема «Донецький аеропорт» Володимира Тимчука[32]
- збірка інтерв'ю та фотоматеріалів «АД 242. Історія мужності, братерства та самопожертви» (укладач Ірина Штогрін)[33]
- роман «Аеропорт» Сергія Лойка
- його ж галерея світлин з «кіборгами» прикрасила першу шпальту «Лос-Анджелес Таймс» за 28 жовтня 2014[34]
- численні фото-, художні та книжкові виставки[35][36][37][38]
- благодійні календарі з фотографіями військових[39]
- серія коміксів[40]
- Микола Воронін видав збірку поезій «Вірші одного кіборга»[41]
- фотопроєкт «Незламні кіборги» (фотографи Альона Николаєвич та Сергій Талочко)[42]
- документальний фільм «Трохи нижче неба» (Сергій Коновал, Михайло Ухман) на згадку про загиблих кіборгів з Тернопільщини[43]
- надбанням масової культури став образ диспетчерської вежі аеропорту, з якої захисники вели спостереження, ущент розтрощеної танковими пострілами, та слоган «Кіборги витримали, не витримав бетон»[44].

## Публікації
- Поліщук, Є. С. «ЛЮДИНА І ВІЙНА В РОМАНІ „АЕРОПОРТ“ С. ЛОЙКА.» Редакційна колегія (2019): 70.
- Малієнко, О. «Аеропорт і частинка Бога.» Віче 21 (2014): 26-27.
- Підкуймуха, Людмила. «Мовностилістичні особливості фільму „Кіборги“ А. Сеїтаблаєва.» (2019).
- Новиков, Анатолій Олександрович. «Російсько-українська війна крізь призму роману Сергія Лойка „Аеропорт“.» Літератури світу: поетика, ментальність і духовність 7 (2016): 161—171.
- Марчук, Л. «Не той сильний, що камінь верже, а той, що серце в собі держе.» Віче 19-20 (2015): 54-55.
- Віонг Т. Т. Х., Наконечна Я. О. ДОНЕЦЬКИЙ АЕРОПОРТ: ІСТОРІЯ ГЕРОЇВ. Diss. АЕРО-2018. Повітряне і космічне право: [Матеріали Всеукраїнської конференції молодих учених і студентів, м. Київ, Національний авіаційний університет, 22 листопада 2018 р.] Том 1.–Тернопіль: Вектор., 2018.